# Cyclochlamys transenna
Cyclochlamys transenna är en musselart som först beskrevs av Suter 1913.  Cyclochlamys transenna ingår i släktet Cyclochlamys och familjen Propeamussiidae. Inga underarter finns listade i Catalogue of Life.